# Coleophora musculella
Coleophora musculella is een vlinder uit de familie kokermotten (Coleophoridae). De wetenschappelijke naam is voor het eerst geldig gepubliceerd in 1864 door Muhlig.
De soort komt voor in Europa.